# Adjungiertes Vektorbündel
Das adjungierte Vektorbündel ist in der Kombination aus den mathematischen Teilgebieten der Lie-Theorie und Differentialgeometrie eine Konstruktion, welche einem Hauptfaserbündel (dessen Faser eine Lie-Gruppe ist) ein Vektorbündel zuordnet (dessen Faser die zugehörige Lie-Algebra ist). Dadurch können Beschreibungen beider zueinander übertragen werden. Ein wichtiges Resultat dabei ist, dass der Raum der Zusammenhänge eines Hauptfaserbündel auf dessen Totalraum isomorph zum Raum der vektorbündelwertigen Differentialformen auf deren Basismannigfaltigkeit ist, deren Koeffizienten genau im adjungierten Vektorbündel liegen.

## Definition
Sei {\displaystyle G} eine {\displaystyle n}-dimensionale Lie-Gruppe mit {\displaystyle n}-dimensionaler Lie-Algebra {\displaystyle {\mathfrak {g}}} über dem Körper {\displaystyle \mathbb {K} } (entweder {\displaystyle \mathbb {R} } oder {\displaystyle \mathbb {C} }) und {\displaystyle p\colon E\twoheadrightarrow B} ein {\displaystyle G}-Hauptfaserbündel. (In der Anwendung wird {\displaystyle B} dabei üblicherweise passend zur Lie-Gruppe als glatte Mannigfaltigkeit gewählt, wodurch {\displaystyle E} ebenfalls eine glatte Mannigfaltigkeit wird.) Es gibt eine kanonische Darstellung von {\displaystyle G} auf {\displaystyle {\mathfrak {g}}}, genannt die adjungierte Darstellung {\displaystyle \operatorname {Ad} \colon G\rightarrow \operatorname {Aut} ({\mathfrak {g}})\cong \operatorname {SL} _{n}(\mathbb {K} )}. Das adjungierte Vektorbündel ist das balancierte Produkt:
{\displaystyle \operatorname {Ad} (E):=E\times _{G}{\mathfrak {g}}:=(E\times {\mathfrak {g}})/\sim }
mit {\displaystyle (e\cdot g,x)\sim (e,\operatorname {Ad} _{g}(x))} für alle {\displaystyle e\in E}, {\displaystyle x\in {\mathfrak {g}}} und {\displaystyle g\in G}. Dabei ist die Abbildung {\displaystyle \operatorname {Ad} (E)\twoheadrightarrow B,[(e,x)]\mapsto p(e)} tatsächlich ein Vektorbündel.
Ist {\displaystyle f\colon B\rightarrow {\mathcal {B}}G} die klassifizierende Abbildung des {\displaystyle G}-Hauptfaserbündels {\displaystyle E\twoheadrightarrow B}, also mit {\displaystyle E\cong f^{*}{\mathcal {E}}G}, dann ist {\displaystyle {\mathcal {B}}\operatorname {Ad} \circ f\colon B\rightarrow \operatorname {BSL} _{n}(\mathbb {K} )}, wobei {\displaystyle \operatorname {BSL} _{n}(\mathbb {R} )\cong \operatorname {BSO} (n)} der klassifizierende Raum von SO(n) und {\displaystyle \operatorname {BSL} _{n}(\mathbb {C} )\cong \operatorname {BSU} (n)} der klassifizierende Raum von SU(n) ist, die klassifizierende Abbildung des adjungierten Vektorbündels {\displaystyle \operatorname {Ad} (E)\twoheadrightarrow B}, also mit:
{\displaystyle \operatorname {Ad} (E)\cong ({\mathcal {B}}\operatorname {Ad} \circ f)^{*}\gamma _{\mathbb {K} }^{n}=f^{*}{\mathcal {B}}\operatorname {Ad} ^{*}\gamma _{\mathbb {K} }^{n}=f^{*}\operatorname {Ad} ({\mathcal {E}}G).}
Es muss daher lediglich das adjungierte Vektorbündel des universellen Hauptfaserbündels verstanden werden.

## Eigenschaften
- Für reelle adjungierte Vektorbündel verschwindet die erste Stiefel-Whitney-Klasse, da sich die klassifizierende Abbildung per Definition von {\displaystyle \operatorname {BO} (n)} auf {\displaystyle \operatorname {BSO} (n)} hebt. (Alternativ ist die Komposition {\displaystyle \operatorname {det} \circ \operatorname {Ad} } konstant und das reelle Determinantenbündel, welches die erste Stiefel-Whitney-Klasse erhält, ist daher trivial.) Äquivalent sind reelle adjungierte Vektorbündel orientierbar.
- Für komplexe adjungierte Vektorbündel verschwindet die erste Chern-Klasse, da sich die klassifizierende Abbildung per Definition von {\displaystyle \operatorname {BU} (n)} auf {\displaystyle \operatorname {BSU} (n)} hebt. (Alternativ ist die Komposition {\displaystyle \operatorname {det} \circ \operatorname {Ad} } konstant und das komplexe Determinantenbündel, welches die erste Chern-Klasse erhält, ist daher trivial.)

- Das zurückgezogene Vektorbündel vertauscht mit dem adjungierten Vektorbündel. Für eine stetige Abbildung {\displaystyle f\colon X\rightarrow Y} zwischen topologischen Räumen {\displaystyle X} und {\displaystyle Y} sowie ein {\displaystyle G}-Hauptfaserbündel {\displaystyle E\twoheadrightarrow Y} gilt:
{\displaystyle \operatorname {Ad} (f^{*}E)\cong f^{*}\operatorname {Ad} (E).}

Beweis: Sei {\displaystyle g\colon Y\rightarrow {\mathcal {B}}G} dessen klassifizierende Abbildung mit {\displaystyle E\cong g^{*}{\mathcal {E}}G}, dann ist:
{\displaystyle \operatorname {Ad} (f^{*}E)\cong \operatorname {Ad} (f^{*}g^{*}\gamma _{\mathbb {R} }^{n})\cong \operatorname {Ad} ((g\circ f)^{*}{\mathcal {E}}G)\cong ({\mathcal {B}}\operatorname {Ad} \circ g\circ f)^{*}\gamma _{\mathbb {K} }^{n}\cong f^{*}({\mathcal {B}}\operatorname {Ad} \circ g)^{*}\gamma _{\mathbb {K} }^{n}\cong f^{*}\operatorname {Ad} (g^{*}{\mathcal {E}}G)\cong f^{*}\operatorname {Ad} (E).}